# Cantone di Cambrai-Est
Il Cantone di Cambrai-Est era una divisione amministrativa dell'arrondissement di Cambrai.
È stato soppresso a seguito della riforma complessiva dei cantoni del 2014, che è entrata in vigore con le elezioni dipartimentali del 2015.
Comprendeva parte della città di Cambrai e i comuni di:
- Awoingt
- Cagnoncles
- Cauroir
- Escaudœuvres
- Estrun
- Eswars
- Iwuy
- Naves
- Niergnies
- Ramillies
- Séranvillers-Forenville
- Thun-l'Évêque
- Thun-Saint-Martin